# (5192) Yabuki
(5192) Yabuki est un astéroïde de la ceinture principale.

## Description
(5192) Yabuki est un astéroïde de la ceinture principale. Il fut découvert le 4 février 1991 à Kitami par Tetsuya Fujii et Kazuro Watanabe. Il présente une orbite caractérisée par un demi-grand axe de 3,19 UA, une excentricité de 0,09 et une inclinaison de 14,9° par rapport à l'écliptique.

## Compléments